# The Woman's Bible
The Woman's Bible (La Biblia Femenina) es un texto en dos partes, de no ficción, escrito por Elizabeth Cady Stanton y un comité de 26 mujeres, publicada una primera parte, en 1895; y, una segunda en 1898, para desafiar la posición tradicional de la ortodoxia religiosa  (tanto el Antiguo Testamento como en el Nuevo Testamento) que fija que la mujer debe estar subordinada al hombre. Al producir el libro, Stanton deseaba promover una radical teología de la liberación, enfatizando el autodesarrollo. El libro atrajo gran controversia y antagonismo en su introducción.
Muchas activistas de los derechos de la mujer que trabajaron con Stanton se opusieron a la publicación de  La Biblia de la mujer; sintieron que dañaría el impulso dado al sufragio femenino. Aunque los estudiosos, de la Biblia, nunca lo aceptaron como un trabajo importante, se convirtió en un éxito de ventas popular, para gran consternación de las sufragistas que trabajaron junto a Stanton dentro del  Asociación Nacional Norteamericana del Sufragio (NAWSA por el acrónimo en inglés). Susan B. Anthony trató de calmar a las sufragistas más jóvenes, pero, igualmente emitieron una denuncia formal del libro y trabajaron para distanciar el movimiento del sufragio, del alcance más amplio de Stanton, que incluía ataques a la religión tradicional. Debido a la reacción negativa generalizada, incluida la de las sufragistas, que habían estado cerca de ella, la publicación del libro terminó efectivamente con la influencia de Stanton en el movimiento del sufragio.

## Antecedentes

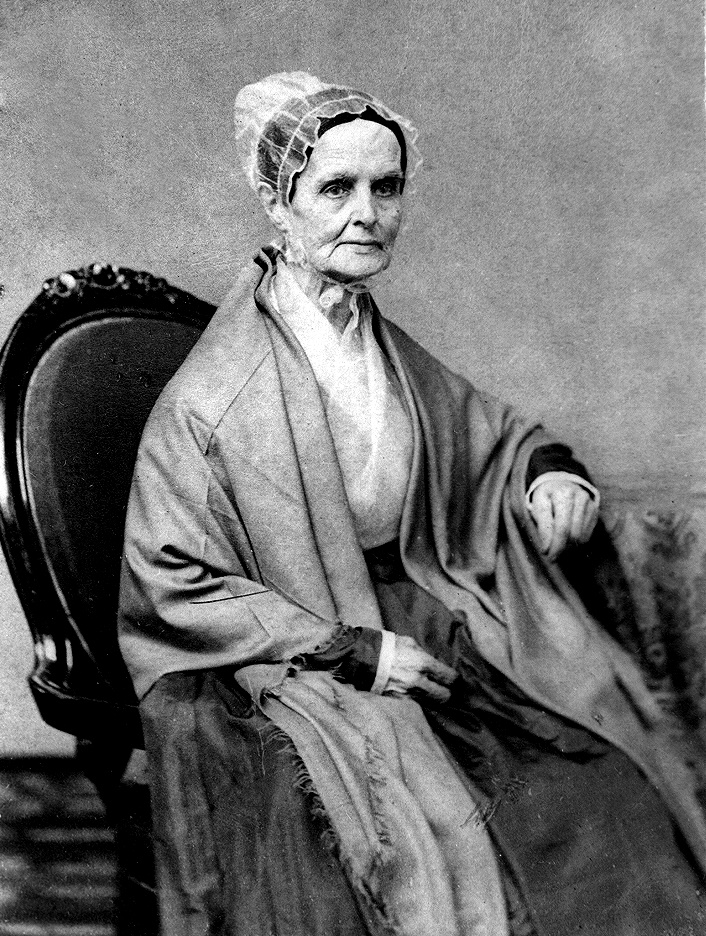
Lucretia Mott usó pasajes de la Biblia para responder a los que abogaban por la sumisión de las mujeres.

A principios del siglo XIX, quienes defendían los derechos de las mujeres, comenzaron a acumular refutaciones a los argumentos utilizados en su contra, basados en interpretaciones tradicionales de las Escrituras de la Biblia. Lucretia Mott contrarrestó a quienes la pondrían en su lugar citando otros pasajes de la Biblia, o desafiando la interpretación original de las Escrituras. En 1849, Mott escribió el Discurso sobre la mujer discutiendo sobre Adán y Eva, y de las actividades de varias mujeres que aparecen en la Biblia, y argumentó que la Biblia apoyaba el derecho de la mujer a hablar en voz alta sobre sus creencias espirituales. Independientemente de Mott, Lucy Stone determinó, por sí misma, que las interpretaciones de la Biblia, dominadas por los hombres deben ser defectuosas: así, trabajó para aprender griego y hebreo y, de ese modo, comprender las traducciones anteriores de la Biblia que, según ella, contendrían palabras más favorables para la igualdad de las mujeres. En Nueva York, en 1848, con la ayuda de Mott, Elizabeth Cady Stanton ayudó a redactar la Declaración de Sentimientos e incluyó dos Resoluciones que protestaban contra la usurpación de los derechos del hombre, en relación con su posición en la iglesia y su papel bajo Dios. Para la década de 1850, Mott se había convertido en una experta en desarmar los argumentos que los hombres usaban las Escrituras en su contra. En 1852, en la Convención Nacional de los Derechos de la Mujer, y nuevamente en 1854, se puso de pie para debatir sobre los hombres que venían preparados con las Escrituras en la mano. El reverendo Henry Grew dijo a la audiencia de la convención de 1854, que la Biblia probaba que los hombres eran naturalmente superiores a las mujeres. Fue contrarrestado punto por punto por Hannah Tracy Cutler; y, luego en términos sociales y políticos generales por Mott, quien comenzó diciendo: 

"No es del cristianismo, sino del sacerdocio la que ha sometido a la mujer como nos encontramos hoy. La Iglesia y el Estado se han unido, y es bueno para nosotros verlo así ".

## Comité de revisión

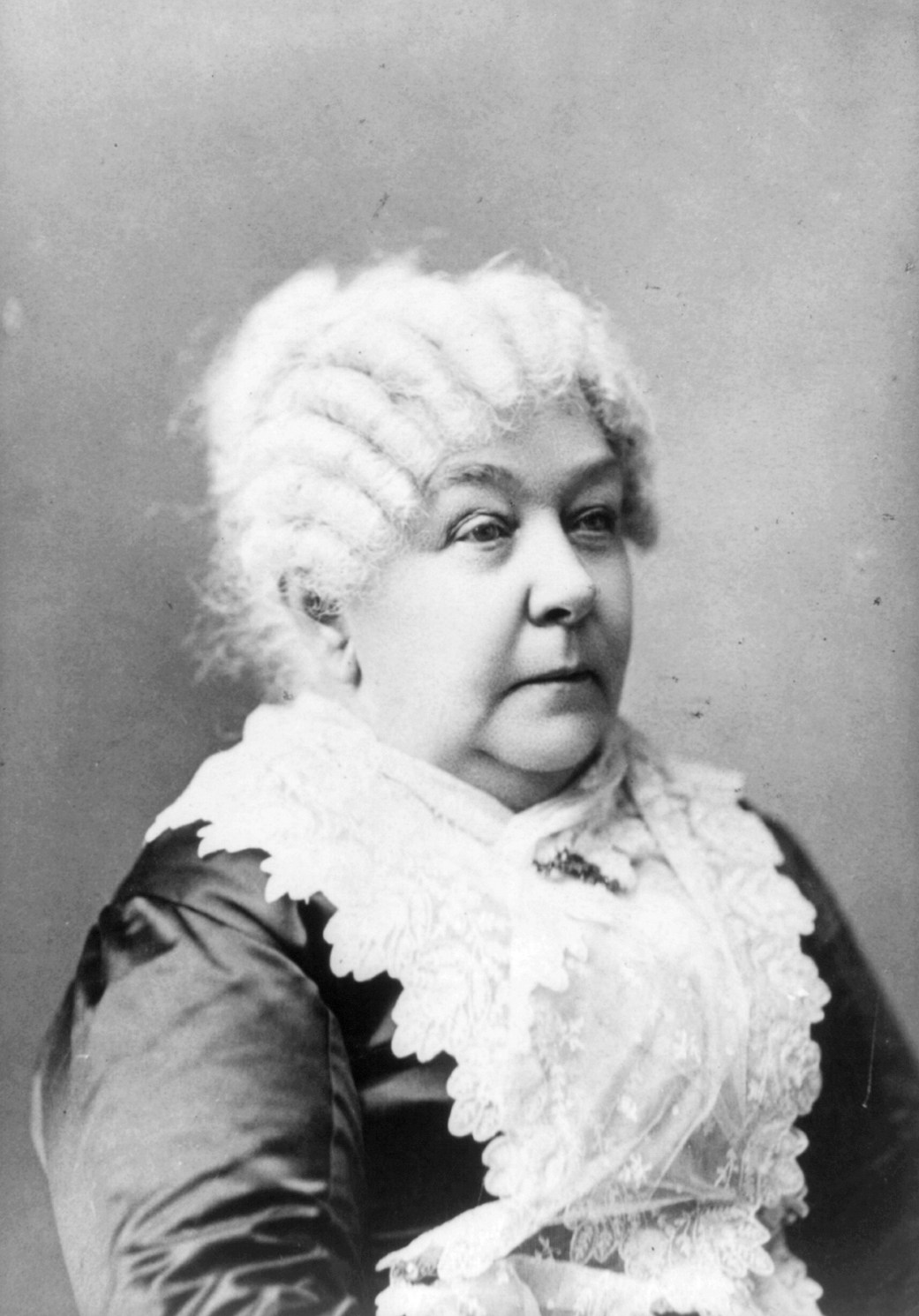
Elizabeth Cady Stanton estaba insatisfecha, tanto con la versión autorizada del Rey Jacobo como con la versión revisada en inglés de la Biblia.

En los años 1881, 1885, y 1894, la Iglesia de Inglaterra publicó una versión revisada en inglés de la Biblia, la primera nueva versión en inglés en más de dos siglos. Stanton no estaba satisfecha con el hecho de que esa "versión revisada" no hubiera incorporado los recientes aportes, de la traductora de la Biblia Julia Evelina Smith. Así, ella escribió:

Independientemente de lo que se haga, con esta Biblia, en hebreo o en griego, en un lenguaje sencillo, que no exalta ni dignifica a la mujer. Mi punto de vista de la crítica, es la edición revisada de 1888. Hasta ahora, honraré al comité revisador de hombres sabios que nos han dado la mejor exégesis según su capacidad, aunque Disraeli dijo antes de morir, que contenía 150.000 errores en el hebreo; y, 7.000 en el griego.

Stanton reunió un "Comité Revisor" para redactar comentarios, sobre la nueva versión de la Biblia. Muchos de los que abordó, en persona y por carta, se negaron a participar, especialmente los académicos que arriesgarían su reputación profesional. Unas 26 personas aceptaron ayudar. y, Compartiendo la determinación de Stanton, el Comité quiso corregir la interpretación bíblica que consideraban parcializada contra las mujeres; y, llamar la atención sobre la pequeña fracción de la Biblia que hablaba sobre las mujeres. Pretendían demostrar, que no era la voluntad divina lo que humillaba a las mujeres, sino el deseo humano de dominación. El comité estaba formado por mujeres que no eran eruditas de la Biblia, pero que estaban interesadas en la interpretación bíblica; y, eran activistas sobre los derechos de las mujeres. Entre los miembros notables del comité internacional se encontraban Augusta Jane Chapin, Lillie Devereux Blake, Matilda Joslyn Gage, Olympia Brown, Alexandra Gripenberg, Ursula Mellor Bright, Phebe Ann Coffin Hanaford, Clara Bewick Colby, e Irma von Troll-Borostyáni.
En 1890, con la formación de la Asociación Nacional Norteamericana de Sufragio (NAWSA), Stanton fue elegida presidenta. Y, pronto dejó sus deberes ejecutivos, a Susan B. Anthony; y, viajó a Europa durante dos años. Mientras estuvo allí, se reunió con mujeres que compartieron sus puntos de vista, y ella reunió observaciones críticas sobre el lugar de la mujer en la Biblia. En Greenbank, Bristol, Stanton se reunió con la sufragista inglesa Helen Bright Clark; y, habló a un grupo sobre la posición bíblica de la mujer. Clark preguntó si los puntos de vista liberales de Stanton habían conmovido a algunos de los asistentes, y Stanton respondió: --"Bueno, si los que vemos los absurdos de las antiguas supersticiones nunca los revelamos a los demás, ¿cómo puede el mundo avanzar en las teologías? en el ocaso de la vida, y siento que es mi misión especial decirle a la gente lo que no está preparado para escuchar ... "--

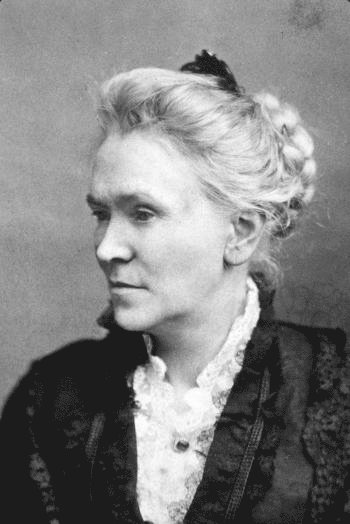
Matilda Joslyn Gage sintió que la Biblia, incluso cuando se la reinterpretaba, no podía apoyar los derechos de la mujer.

En 1893, Matilda Joslyn Gage, se tomó un tiempo de su participación en el Comité Revisor para escribir "Woman, Church and State" ("Mujer, Iglesia y Estado") un libro que desafía la enseñanza tradicional judeocristiana de que las mujeres eran la fuente del pecado y que el sexo era pecaminoso. Gage, agregó que el doble estándar de moralidad afectaba a ambos sexos. Gage se diferenció de la mayoría de las mujeres, en el Comité Revisor,, en que no sentía que la Biblia, una vez interpretada en una forma más verdadera y original, apoyaría los derechos de las mujeres. Gage determinó que la Iglesia había actuado en contra de los intereses de las mujeres de manera importante: desde la ley canónica de la Iglesia Católica, a las Escrituras, a su defensa del celibato y más. Especialmente preocupante para Gage fue la historia de Adán y Eva.
En noviembre de 1895, se publicó The Woman's Bible - parte I, cubriendo el Pentateuco (los primeros cinco libros de la biblia): Génesis, Éxodo, Levítico, Números, y el Deuteronomio. Y, fue un best seller. Nuevas fuentes de noticias informaron que la impresión inicial de la primera edición (parte I), constaba de 50.000 copias, se agotaron en tres meses y, hasta el 2 de mayo de 1896, se vendió rápidamente una segunda edición. En abril de 1898, la segunda parte se publicó, cubriendo el resto del Antiguo Testamento así como todo el Nuevo Testamento. El texto incluyó un prefacio, escrito por Stanton, en el cual ella reconoció que "Tanto amigo como enemigo se oponen al título". Sin embargo, elogió al Comité Revisor por mostrar "una reverencia venerada por el gran Espíritu de Todo el Bien de la Iglesia". Stanton escribió: 

"Hemos hecho un fetichismo  [sic] de la Biblia, por largo tiempo. Ha llegado el momento de leerlo como lo hacemos con todos los demás libros, aceptando el bien y rechazando el mal que enseña".

## Reacciones
En su introducción, La Biblia de la mujer fue ampliamente criticada, negativamente, en editoriales y en el púlpito. Stanton escribió que "el clero lo denunció como el trabajo de Satán ..." Algunos se desanimaron solo por su título perjudicial y sacrílego, especialmente aquellos que no se tomaron el tiempo de leer el libro. Otros contrarrestaron las conclusiones más extremas del libro, una por una, en foros públicos como cartas al editor. Una lectora de The New York Times escribió para censurar La Biblia de la mujer por sus declaraciones radicales de que la Trinidad estaba compuesta por "una Madre, Padre e Hijo celestiales", y que las oraciones deben dirigirse a una "Madre celestial ideal". Stanton contrarrestó los ataques de las lectoras, y escribió que "la única diferencia entre nosotros, es que decimos que estas ideas degradantes de la mujer, emanaban del cerebro del hombre, mientras que la Iglesia dice que vinieron de Dios".

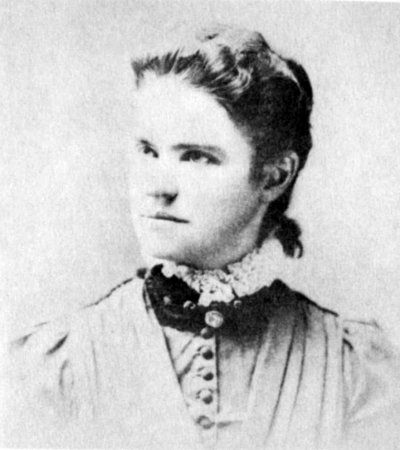
Rachel Foster Avery afirmó que La Biblia de la mujer, obstaculizó la causa del sufragio femenino.

En la convención de NAWSA del 23 al 28 de enero de 1896, la secretaria correspondiente Rachel Foster Avery lideró la batalla para distanciar a la organización de la "Biblia de la mujer". Después de que Susan B. Anthony inaugurara la convención el 23 de enero, Avery sorprendió a Anthony al señalar a los más de 100 miembros de la audiencia: 

Durante la última parte del año, nuestro trabajo ha estado, en varias direcciones, muy obstaculizado por la idea errónea de, que hay relación entre la llamada "Biblia de la mujer" con nuestra asociación. Como organización, hemos sido responsables de la acción de un individuo ... al emitir un volumen con un título pretencioso, que abarca un montón de comentarios no eruditos ni con valor literario, establecido en un espíritu que no es reverente ni indagante.

 Avery pidió votar una resolución, que expresase: "Que esta Asociación no es sectaria, está compuesta por personas de todos los matices de opinión religiosa, y que no tiene conexión con la llamada 'Biblia de la Mujer', o cualquier publicación teológica". La moción fue presentada más tarde, y, también se hicieron mociones para quitar los comentarios de Avery del registro oficial. De todos modos, un informe completo de los comentarios de Avery, se publicó al día siguiente en The New York Times.
La opinión de la delegada de NAWSA, Laura Clay, expresado en su informe del Comité del Sur el 27 de enero que: --"...el Sur está listo para el sufragio femenino, pero debe ser solo sobre el sufragio femenino y nada más" Fue típico de la mayoría de las respuestas, al conflicto de La Biblia de la mujer. La mayoría de los sufragistas solo querían trabajar por el derecho al voto, "sin adjuntarlo a la reforma de la vestimenta, ni a la bicicleta, ni a ninguna otra cosa..."
En la tarde del 28 de enero, se sometió a votación una lista de Resoluciones. Los primeros siete fueron pasados sin comentarios. El octavo, la propuesta de disociación de Avery con "La Biblia de la mujer", y su presencia provocó un debate activo. Anna Howard Shaw, Alice Stone Blackwell, Henry Browne Blackwell, Carrie Chapman Catt y otras hablaron a favor, mientras que Colby, Lillie Devereux Blake; y, demás hablaron en contra. Anthony dejó su silla, en la presidencia, para unirse al debate en contra de la resolución, y habló largamente, diciendo: --"Lucretia Mott al principio pensó que la Sra. Stanton había herido la causa de los derechos de la mujer, al insistir en la demanda de sufragio femenino, pero tuvo la sensatez de no hacerlo. Y lo mismo surge de aprobar una resolución al respecto de la biblia Femenina ..."-- Con una mayoría de 53 a 41 delegados, aprobaron la resolución, una acción que fue vista como una censura de Stanton. El primer informe de Avery del 23 de enero, fue adoptado con la parte sobre La Biblia de la mujer expurgada.
Stanton no asistió a la convención de 1896; tenía 80 años, era obesa, y postrada en cama. Reconoció la controversia provocada por la publicación de la primera parte, pero continuó escribiendo la segunda parte del libro y trabajó en su autobiografía Eighty Years & More: Reminiscences 1815–1897 (Ochenta años y más: reminiscencias 1815–1897). Escribió en abril de 1896, a su amiga la Reverenda Antoinette Brown Blackwell para observar: --"Nuestros políticos son tranquilos y complacientes bajo nuestro fuego, pero el clero salta en el momento en que apuntas con un arma de fuego hacia ellos" como guisantes secos en el fuego, en una sartén caliente--".

## Legado
Stanton deseaba aumentar, con un mayor grado de erudición en "La Biblia de la mujer", pero no pudo convencer a los eruditos bíblicos de su época para participar en lo que se esperaba que fuera un proyecto controvertido. Los académicos continuaron evitando abordar el tema del sexismo en la Biblia hasta 1964, cuando Margaret Brackenbury Crook publicó Women and Religion, un estudio del estatus de la mujer en el judaísmo y en el cristianismo. En su libro de 1973  Beyond God the Father (Más Allá de Dios el Padre), Mary Daly discutió The Woman's Bible, y las obras posteriores de Letty Russell y de Phyllis Trible fomentaron la conexión entre feminismo y la Biblia. Hoy en día, la erudición bíblica de las mujeres ha llegado a su madurez, las mujeres plantean nuevas preguntas sobre la Biblia y cuestionan la base misma de los estudios bíblicos.
Stanton fue marginada del movimiento sufragista de las mujeres tras la publicación de La Biblia de la mujer. A partir de ese momento, Susan B. Anthony tomó el lugar de honor entre la mayoría de las sufragistas. Stanton nunca más fue invitada a sentarse en un lugar de honor en el escenario de la convención NAWSA.